# Латинские ворота
Латинские ворота (лат. Porta Latina) — ворота Аврелиановой стены, через которые проходила Латинская дорога.
Ворота были отреставрированы через 100 лет после воздвижения при императоре Гонории (хотя иногда восстановление ворот приписывают византийскому полководцу Велизарию из-за креста и круга, выбитых на краеугольном камне). Фасад выложен из блоков травертина, из двух полукруглых башен левая является античной, правая была обновлена в средневековье. Ворота дали название церкви Сан-Джованни-а-Порта-Латина, рядом расположены языческий колумбарий Помпония Хила и небольшая церковь Сан-Джованни-ин-Олео.